# Стрільське сільське поселення
Стрі́льське сільське поселення (рос. Стрельское сельское поселение) — адміністративна одиниця у складі Опарінського району Кіровської області Росії. Адміністративний центр поселення — присілок Стрільська.

## Історія
Станом на 2002 рік на території сучасного поселення існували такі адміністративні одиниці:
- Верхньоволманзький сільський округ (селище Верхня Волманга)
- Стрільський сільський округ (село Шадріно, присілки Волгариця, Вотяковська, Кокоулінська, Сапоговська, Стрільська, Шадрінська)
- Шабурський сільський округ (село Шабури, присілки Дуванне, Запольє, Лукінська, Мамошино, Омелінська, Слудка, Чалбун, Шабурська)

Сільське поселення було утворене згідно із законом Кіровської області від 7 грудня 2004 року № 284-ЗО у рамках муніципальної реформи шляхом об'єднання та перетворення Стрільського сільського округу та Шабурського сільського округу. 2011 року до складу поселення була включена територія ліквідованого Верхньоволманзького сільського поселення.

## Населення
Населення поселення становить 427 осіб (2017; 449 у 2016, 462 у 2015, 528 у 2014, 579 у 2013, 573 у 2012, 602 у 2010, 907 у 2002).

## Склад
До складу поселення входять 14 населених пунктів:
| Населений пункт         | Населення, осіб (2002) | Населення, осіб (2010) |
| ----------------------- | ---------------------- | ---------------------- |
| Верхня Волманга, селище | 344                    | 201                    |
| Волгариця, присілок     | 11                     | 1                      |
| Вотяковська, присілок   | 0                      | -                      |
| Дуванне, присілок       | 93                     | 43                     |
| Запольє, присілок       | 0                      | -                      |
| Кокоулінська, присілок  | 3                      | 1                      |
| Лукинська, присілок     | 12                     | 0                      |
| Мамошино, присілок      | 4                      | 0                      |
| Омелинська, присілок    | 1                      | -                      |
| Сапоговська, присілок   | 4                      | 39                     |
| Слудка, присілок        | 1                      | 0                      |
| Стрільська, присілок    | 216                    | 212                    |
| Чалбун, присілок        | 4                      | 4                      |
| Шабури, село            | 146                    | 73                     |
| Шабурська, присілок     | 11                     | 0                      |
| Шадріно, село           | 32                     | 15                     |
| Шадрінська, присілок    | 25                     | 13                     |